# Ben Turpin
Ben Turpin (Bernard „Ben” Turpin) (New Orleans, Louisiana, 1869. szeptember 19. –	Santa Monica, Kalifornia, 1940. július 1.) amerikai komikus, némafilmsztár.

## Pályakép
Turpin kiemelkedő művészekkel dolgozott együtt, mint például Charlie Chaplin, Laurel és Hardy; tagja volt a híres Mack Sennett stúdió csapatának. Úgy tartják, hogy az első forgatásán esett áldozatul a szeme. 500 000 dollárra volt biztosítva a kancsal tekintete.
Amikor megjelent a hangosfilm, Turpin nyugdíjba vonult, miután nyereségesen fektetett be egy ingatlanba. Alkalmanként azért még filmezett.
Ben Turpin! A kancsal komikus magasra tartott sétapálcával. Megpörgette a pálcát a levegőben. Lányok szaladtak hozzá, mintha csak erre a jelre vártak volna.

## Válogatott filmográfia
- Madame Double X (1914)
- His New Job (1915)
- A Night Out (1915)
- The Champion (1915)
- A Burlesque on Carmen (1916)
- A Clever Dummy (1917)
- A Small Town Idol (1921)
- Molly O (1921)
- The Shriek of Araby (1923)
- The College Hero (1927)
- The Love Parade (1929)
- Make Me a Star (1932)
- The Law of the Wild (1934)
- Hollywood Cavalcade (1939)
- Saps at Sea (1940)